# Саломатин (хутор)
Саломатин — хутор в Новоаннинском районе Волгоградской области России, в составе Филоновского сельского поселения.
Население — 374 (2010)

## История
Хутор Саломатин относился к юрту станицы Филоновской Хопёрского округа Земли Войска Донского (с 1870 — Область Войска Донского). В 1859 года на хуторе проживали 127 мужчины и 131 женщин. Согласно переписи населения 1897 года на хуторе проживали 273 мужчины и 294 женщины, из них грамотных: мужчин — 96 (35,2 %), грамотных женщин — 9 (3 %).
Согласно алфавитному списку населённых мест Области Войска Донского 1915 года земельный надел хутора составлял 4125 десятин, здесь проживало 314 мужчин и 278 женщин, имелись хуторское правление, церковь, церковно-приходская школа, ветряная мельница, кузница.
С 1928 году хутор — в составе Новоаннинского района Хопёрского округа (упразднён в 1930 году) Нижне-Волжского края (с 1934 года — Сталинградский край, с 1936 года — Сталинградская область, с 1961 года — Волгоградская область).

## География
Хутор находится в пределах Хопёрско-Бузулукской равнины, являющейся южным окончанием Окско-Донской низменности, на левом берегу реки Бузулук, на высоте около 80-90 метров над уровнем моря. На юго-западе граничит с хутором Рожновский. На противоположном берегу Бузулука — пойменный лес. Почвы — пойменные нейтральные и слабокислые.
По автомобильным дорогам расстояние до областного центра города Волгоград составляет 270 км, до районного центра города Новоаннинский — 26 км.
Климат
Климат умеренный континентальный (согласно классификации климатов Кёппена — Dfb). Многолетняя норма осадков — 454 мм. В течение города количество выпадающих атмосферных осадков распределяется относительно равномерно: наибольшее количество осадков выпадает в июне — 52 мм, наименьшее в феврале и марте — по 25 мм. Среднегодовая температура положительная и составляет + 6,8 °С, средняя температура самого холодного месяца января −9,1 °С, самого жаркого месяца июля +21,9 °С.
Часовой пояс
Саломатин, как и вся Волгоградская область, находится в часовой зоне МСК (московское время). Смещение применяемого времени относительно UTC составляет +3:00.

## Население
Динамика численности населения по годам:
| 1859 | 1873 | 1897 | 1915 | 1987 | 2002 |
| ---- | ---- | ---- | ---- | ---- | ---- |
| 258  | 355  | 567  | 592  | ≈570 | 372  |

| 2010 |
| ---- |
| 374  |